# 우쥔메이
우쥔메이(Vivian Wu, 1966년 2월 5일 ~ )는 중화인민공화국의 배우이다.

## 출연작

### 드라마
- 2013년 저장 위성 텔레비전 중국람극장 《랄마정전》 - 리무쯔 역
- 2013년 저장 위성 텔레비전 중국람극장 《여인방》 - 진청하 역
- 2014년 장쑤 위성 텔레비전 행복극장 《금옥량연》 - 금부인 역
- 2016년 저장 위성 텔레비전 중국람극장 《소별리》 - 안니 역
- 2016년 후난위성텔레비전 금응독파극장 《시상선생》 - 랑샤 역
- 2017년 동방 위성 텔레비전 동방극장 《아적전반생》 - 우다냥 역
- 2017년 후난위성텔레비전 금응독파극장 《친애적타문》 - 구아 역
- 2018년 장쑤 위성 텔레비전 행복극장 《하일참별리》 - 치우밍 역
- 2018년 저장 위성 텔레비전 중국람극장 《배독마마》 - 후위안위안 역
- 2018년 텐센트 웹드라마 《여의전》 - 태후 역
- 2019년 동방 위성 텔레비전 동방극장 《정영율사》 - 라오지아민 역
- 2019년 후난위성텔레비전 금응독파극장 《파이팅, 나의 슈퍼스타》 - 탕모 역
- 2020년 동방 위성 텔레비전 동방극장 《연소》 - 선차오잉 역
- 2020년 CCTV-8 황금강당극장 《대진부》 - 화양부인 역
- 2021년 망고 TV 웹드라마 《파파적탁자》 - 리솽칭 역
- 2022년 후난위성텔레비전 금응독파극장 《완미반려》 - 바이메이 역
- 2022년 텐센트 웹드라마 《아문적혼인》 - 차이성메이 역